# Bādīyeh-ye Do
Bādīyeh-ye Do (persiska: بادیه سه, Bādīyeh-ye Seh, بادیه دو) är en ort i Iran.   Den ligger i provinsen Lorestan, i den västra delen av landet, 400 km sydväst om huvudstaden Teheran. Bādīyeh-ye Do ligger 1 420 meter över havet och antalet invånare är 169.
Terrängen runt Bādīyeh-ye Do är lite bergig.Runt Bādīyeh-ye Do är det ganska tätbefolkat, med 72 invånare per kvadratkilometer. Närmaste större samhälle är Khorramābād, 9,2 km söder om Bādīyeh-ye Do. Trakten runt Bādīyeh-ye Do består i huvudsak av gräsmarker.